# Фронт освобождения геев

Символ ассоциации

Фронт освобождения геев (англ. Gay Liberation Front, GLF) — название нескольких неофициальных организаций по защите прав геев и лесбиянок, организованных в конце 1960-х — начале 1970-х годов, стремившаяся связать подавление сексуальности с социальным протестом.

## История
Первая группа с таким названием была основана в Нью-Йорке 4 июля 1969 года, вскоре после событий Стоунволлских бунтов. Организация была близка к некоторым другим радикальным движениям того времени (в частности, «Чёрным пантерам»). Вскоре группы с тем же названием возникли в других городах США, а также в Великобритании, Канаде и Австралии.
Программное заявление фронта гласило:

Мы — революционная группа мужчин и женщин, образованная с пониманием того, что полное сексуальное освобождение для всех людей не может произойти, пока существующие общественные институты не отменены. Мы отвергаем попытки общества сформировать в нас сексуальные роли и определения нашей природы.
Оригинальный текст (англ.)We are a revolutionary group of men and women formed with the realization that complete sexual liberation for all people cannot come about unless existing social institutions are abolished. We reject society’s attempt to impose sexual roles and definitions of our nature.

Идеологи британского фронта в Манифесте, опубликованном в октябре 1971 года, отмечали, что общество, навязывающее людям «маскулинное» и «фемининное» поведение, заставляет их играть роли угнетателей и угнетенных. Гомосексуалы же, отвергая такой подход, стремятся к принципу равных отношений.
Первое собрание британского Фронта освобождения геев (GLF) состоялось 13 октября 1970 в подвальной классной комнате в Лондонской Школе Экономики, и было организовано Обри Валтерсом и Бобом Меллорсом, впечатлёнными развитием GLF в США. Это было начало трехлетнего периода активной деятельности, включая демонстрации, дебаты и учреждения коммун. Местные GLF группы были основаны по всей стране, включая Лидс и Западный Сассекс, где эта организация была особенно активна. Рекордный общественный протест в Англии имел место 27-го октября.
В ноябре 1970 года, когда организация насчитывала приблизительно 80 человек, была проведена демонстрация на Хейбери, в Ислингтоне.
В августе 1971 года GLF организовала общественный прецедент, когда члены организации прошли по Верхней улице в Излингтоне назад в Хейбери. Пикеты и демонстрации позволили провести в 1972 году первый Парад гордости в Лондоне. Весной 1973 года лондонский GLF основывает группу поддержки. Первый выпуск журнала движения состоялся в 1971 году.
К 1972 году активная деятельность фронта из-за внутренних разногласий сошла на нет. Однако исследователи отмечают, что его наследство сыграло важную роль в движении за права ЛГБТ-сообщества.
С середины семидесятых, влияние GLF в США и в других странах снижается. В течение всего существования GLF не имел никакой формальной структуры управления.